# François Cosset
François Cosset   (c. 1610 - 1673) fou un sacerdot, músic i compositor francès, actiu a Reims, París i Amiens, nascut cap al 1610 i mort després de 1664.

## Biografia
El primer document que tenim vers Cosset és una menció als arxius de Reims, que demostra que es va rebre 6 d'octubre de 1628 sots-mestre dels infants de la catedral de Notre-Dame de Reims, amb un sou setmanal de 60 jornals (és a dir, 3 lliures). Aquest acte suggereix que pot haver nascut cap al 1610. Un document d'arxiu l'esmenta a Reims el 1637 amb el títol de sacerdot i mestre de música de l'Església de Notre-Dame de Reims.
El 4 de maig de 1643, Cosset succeeix a Jean Veillot al capdavant de la catedral de Notre-Dame de Paris, després d'un breu temps interí d'Henri Frémart. Sembla que es troba malament amb els nois del cor, als quals a vegades se li escapa, i li molesta la seva jerarquia. La mala qualitat de la música que interpreta: hi havia venjança dels nois de l'altar? - que el capítol va rebre queixes repetides de diversos auditors i de la reina Anna, i que finalment Cosset va ser destituït el 18 de juliol de 1646 i substituït l'agost següent per Valentín de Bournonville.
Les primeres misses que va publicar el 1649 el van col·locar a Reims, amb el títol dInsignis Metropolitanæ Ecclesiæ Remensis, Simphonæta Simphoniarcha;
 això és coherent amb el fet que fou citat de nou a Reims el 1650, encara amb el títol de mestre de musica de Notre-Dame, i a més capellà de la capella de Saint-Calixte. Leflon especifica que el 4 de març de 1652 Cosset va ser substituït per Gérard Béraux en la direcció de la música a la catedral, sense saber què passava de Cosset (el 1659 encara va ser citat com a director de Reims a les edicions).
Malgrat aquest darrer acte, sembla que la seva segona carrera a Reims devia durar una desena d'anys, ja que el 20 de desembre de 1658 el "sacerdot François Cozette" va ser nomenat mestre de música de la catedral de Notre-Dame d'Amiens, després de Jean Cathala. Com el seu predecessor, és responsable de la capella vicària de Saint-Quentin. Va dimitir del seu càrrec el 24 de novembre de 1664, després de la qual es va perdre la seva traça.

## Obres
La coneguda obra de Cosset és única i religiosa i consta de vuit misses amb 4, 5 i 6 veus, les primeres edicions de les quals es coneixen entre 1649 i 1673. El seu estil és "intermedi", en el sentit que hi és, més passatges d'estil polifònic que hom podria qualificar de "palestí", però Cosset també insereix passatges d'estil menys sever, el llenguatge del qual és més harmònic i més llegible.
La gran quantitat de reedicions de les seves obres testimonien el seu èxit. Això ho demostra també la partitura creada per Sébastien de Brossard, que va utilitzar durant les actuacions a la catedral de Meaux. Brossard de vegades va afegir parts instrumentals, un baix continu, i fins i tot va concloure Domine salvum fac Regem.
- Missa quinque vocum Gaudeamus omnes [5 v.]. Paris, Robert III Ballard, 1649. 2°, 12 f. RISM C 4187, Guillo 2003 n° 1649-C.

Secunda editio en 16.. (édition perdue). Guillo 2003 n° ND-26.

Tertia editio : Paris, Christophe Ballard, 1676. 2°, 12 f. RISM C 4188 et CC 4188.

Quarta editio : Paris, Jean-Baptiste Christophe Ballard, 1725. RISM C 4189.

Partition et parties séparées avec une symphonie et un Domine salvum fac Regem ajoutés par Sébastien de Brossard en 1688 (SdB 248) : Paris BNF (Mus.) : VM1-873 et 873(2).

Huit parties séparées (vers 1680-1700) : Paris BNF (Mus.): L 17735.

Partition manuscrite par François-Louis Perne (sans paroles) à Bruxelles BR : Mss. II 3866 (cf. Cat. Fétis n° 1829).

Partition manuscrite par Th. Bachelet à Rouen BM : Ms. Bachelet 74 (d'après l'édition de 1676).

Segons Sébastien de Brossard, aquesta era una de les misses preferides per Lluís XIV, eue la demanava sovint.

- Missa quatuor vocum, ad imitationem moduli Cantate domino [4 v.]. Paris, Robert III Ballard, 1659. 2°, 12 f. RISM C 4192, Guillo 2003 n° 1659-F.

Novissima editio: Paris, Jean-Baptiste Christophe Ballard, 1744. RISM C 4193. Numérisée sur Gallica [archive].

Partition manuscrite (sans paroles): Bruxelles BR : Mss. II 3866 (Cat. Fétis 1829).
- Missa sex vocum, ad imitationem moduli Domine salvum fac regem [6 v.]. Paris, Robert III Ballard, 1659. 2°, 16 f. RISM C 4190, Guillo 2003 n° 1659-G.

Une première édition, maintenant perdue, a probablement paru vers 1649 (cf. Guillo 2003 n° 1649-F).

Messe probablement rééditée après 1744 (elle ne figure pas au catalogue de 1744 de la maison Ballard mais il en restait 46 exemplaires dans l'inventaire de 1750).
- Missa quatuor vocum, ad imitationem moduli Exultate Deo [4 v.]. Paris, Robert III Ballard, 1659. 2°, 12 f. RISM C 4194, Guillo 2003 n° 1659-H.

Une première édition, maintenant perdue, a probablement paru vers 1649 (cf. Guillo 1649-D).

[Tertia editio] en 1682, édition perdue (Cat. 1683, BROSSARD 521 f. C-44),

[Quarta editio] en 1687 : RISM CC 4196a.

Nova editio : Paris, Jean-Baptiste Christophe Ballard, 1729. RISM C 4195. Numérisée sur Gallica [archive].

Partition par Sébastien de Brossard avec une basse continue et un Domine salvum fac Regem ajouté par lui (SdB 247 = Cat. Brossard 767) : Paris BNF (Mus.) : VM1 918.

Partition manuscrite par François-Louis Perne (sans paroles) à Bruxelles BR : Mss. II 3866 (cf. Cat. Fétis 1829).

Edition moderne par Jean-Charles Léon (avec la basse continue et le Domine salvum ajoutés par Brossard) : Tours, La Sinfonie d'Orphée, 2003.

- Missa sex vocum, ad imitationem mòduls Surge propera [6 v.]. París, Robert III Ballard, 1659. 2°, 18 f. RISME C 4191, Guillo 2003 n° 1659-I. Digitized on Gallica [arxiu].

Una primera edició, ara perduda, va aparèixer probablement cap al 1649 (vegeu Guillo 2003 núm. 1649-G).
- [Missa quinque vocum, ad imitem mòduls Salvum me fac Deus, 5 v.]. París, Robert III Ballard, 1661. 2°. Guillo 2003 n° 1661-I.

Edició perduda, l'existència de la qual consten diversos catàlegs i les notes de Sébastien de Brossard.

Una primera edició, ara perduda, va aparèixer probablement el 1649 (vegeu Guillo 2003 núm. 1649-H).
- Missa sex vocum, ad imitem mòduls Super flumina babylonis, secunda editio [6 v.]. París, Christophe Ballard, 1673. 2°. RISME CC 4196b.

Una primera edició, ara perduda, va aparèixer en una data desconeguda (vegeu Guillo 2003 n ° ND-27).
- Missa quartet vocum, mòduls ad imitacióem Eructavit cor meum Deus... Secunda editio [4 v.]. París, Christophe Ballard, 1673. 2°, 12 f. RISM C 4196, escanejat a Gallica [arxiu].

Una primera edició, ara perduda, va aparèixer probablement el 1649 (vegeu Guillo 2003 núm. 1649-E).

Tertia editio : idem, 1687. RISME C 4196 $$ verificar.

Partitura amb orgue realitzat el 1699 per Sébastien de Brossard: París BNF (Mus.): VM1 919 i 919 bis (vegeu Cat. Brossard 768).

Partitura (sense lletra) a Brussel·les BR: Mss. II 3866 (Cat. Fétis 1829).

## Discografia
- Massa Super Flumina Babylonis. Les Boréades, dir. Hervé Niquet. 1 CD clàssic ATMA, 2002.
- Missa breu de Gaudeamus per a cor mixt de 5 veus. Conjunt coral dir. Emile Martin. 1 registre de 45 rpm, sl, sn, 1960, ref. PM 17019 (còpia a BNF de París).
- Missa quartet vocum Cantate Domino, a: Cinc segles de música a la catedral de Reims, solistes, domini de la catedral de Reims; Orquestra de cambra Jean
- Francois Paillard, dir. Jean François Paillard. 1 registre de 33 rpm, Sl, sn, sd Ref. Erato STE50277.